# 枫湾镇
枫湾镇，是中华人民共和国广东省韶关市曲江区下辖的一个乡镇级行政单位。

## 行政区划
枫湾镇下辖以下地区：
枫湾社区、枫湾村、石峰村、新村、大笋村、小笋村、浪石村、步村、白水村和茶园山村。